# Zespół pałacowo-parkowy Marszałkowicza w Kamienicy
Zespół pałacowo-parkowy Marszałkowicza w Kamienicy – pałac w stylu empire wraz z otaczającym go parkiem, położony we wsi Kamienica w powiecie limanowskim.

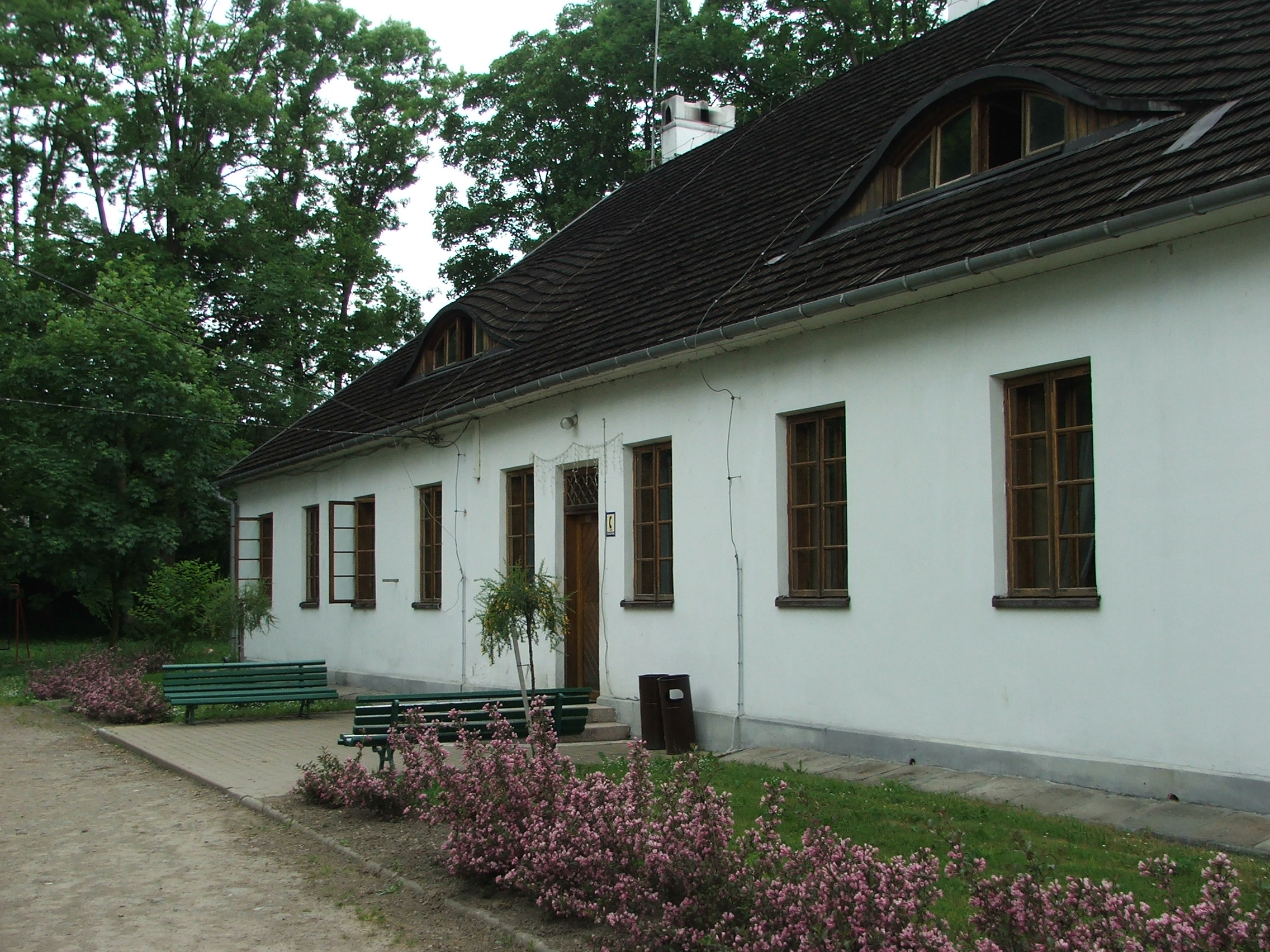
Pałac Marszałkowicza widok od strony ogrodów

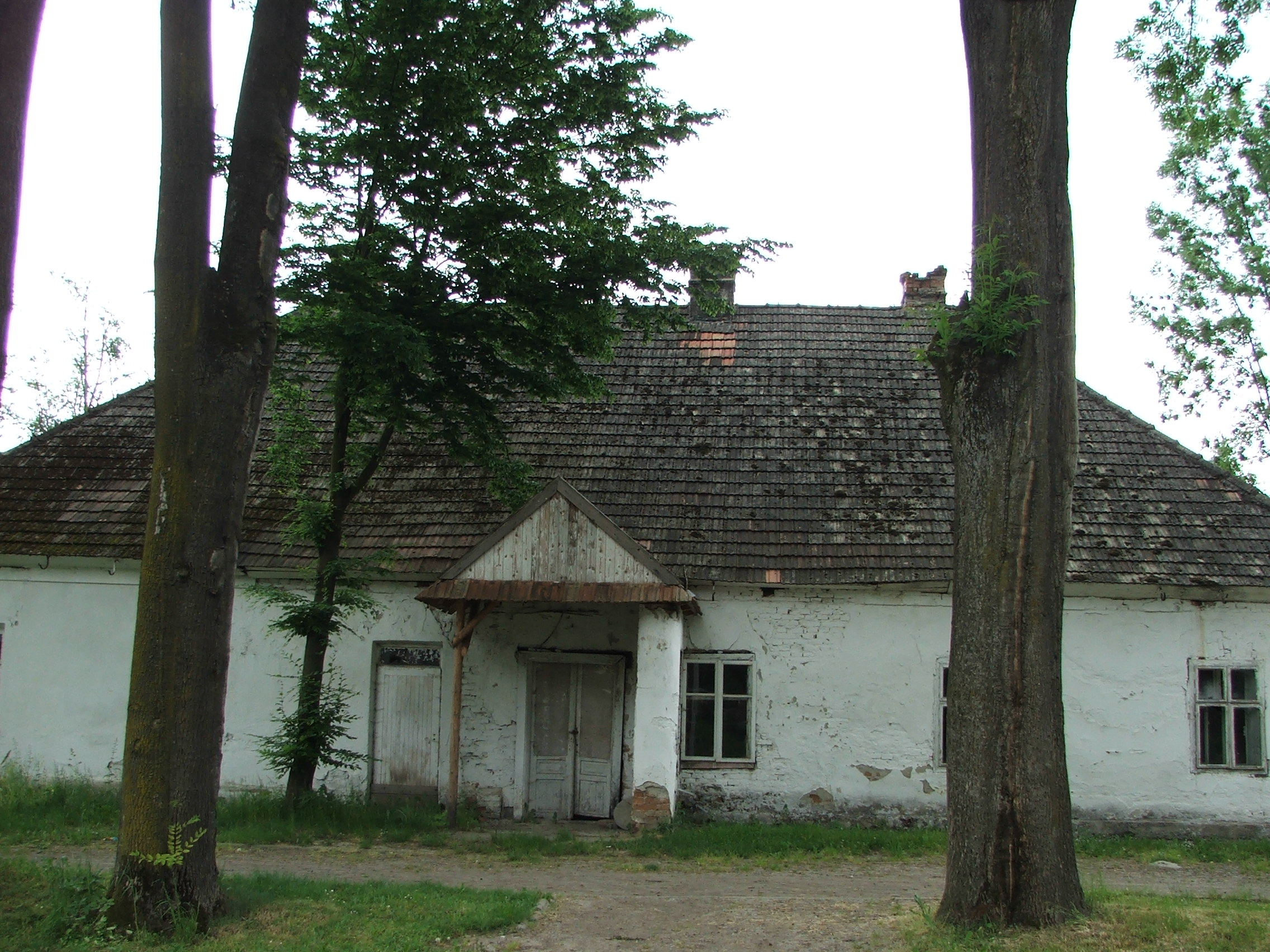
Dworek Kirchnerów

W skład zespołu pałacowo-parkowego wchodzą:
- Pałac Marszałkowicza – murowany pałac w stylu empire, zbudowany w latach 1830–1840 dla ówczesnego właściciela Kamienicy – Maksymiliana Marszałkowicza[1]. Jest to biały budynek nakryty czterospadowym czarnym dachem gontowym. Jego główny korpus jest parterowy i ozdobiony kolumnadą. Z obu stron posiada piętrowe skrzydła. W pałacu mieści się obecnie ośrodek szkoleniowo-turystyczny „Dworek-Gorce”[1].
- przypałacowy park krajobrazowy, wpisany na listę zabytków województwa małopolskiego[2] – z pięknym starodrzewem, wśród którego znaleźć można m.in. żywotnik, sosnę wejmutkę, limbę, choinę kanadyjską, dąb czerwony, świerk bałkański i wiele drzew pospolitych[3].
- dworek Kirchnerów z początku XIX wieku – kwadratowy, kryty gontem, obecnie dość zaniedbany[1].
- budynek dawnej poczty z XIX wieku – parterowy, z wysokim poddaszem. Jego frontową fasadę zdobią cztery kolumienki. Obecnie mieści się tam restauracja[1].
- dawna zbrojownia/spichlerz[4].
- leśniczówka[4].